# Wisutthithewi
Wisutthithewi, död 1578, var regerande drottning av Lan Na i norra Thailand mellan 1564 och 1578. 